# Charlie Simpson
Charles Robert Simpson meglio noto come Charlie Simpson (Woodbridge, 7 giugno 1985) è un cantautore e polistrumentista britannico.
Diventò celebre come membro più giovane del gruppo britannico Busted, sciolti nel gennaio del 2005, ed in seguito come cantante, chitarrista e coautore di una band alternative rock, Fightstar. Dal 2010 si concentrò sulla propria carriera solista, arrivando a pubblicare un EP, "Where We Were Lions" e due album, "Young Pilgrim" e "Long Road Home". Nel 2015 riprese il suo ruolo nei Busted, con i quali pubblicò il terzo album nel 2016 ed il quarto album nel 2019.

## Biografia
Simpson nacque a Woordbridge, nel Suffolk. Ha due fratelli maggiori, entrambi musicisti. In uno speciale televisivo dei Busted, fu rivelato che Simpson proviene da una famiglia nobile.
Da adolescente, Simpson frequentò la scuola privata Uppingham, della quale facevano parte anche Harry Judd dei McFly e Stephen Fry. Lasciò la scuola nel 2001 quando, all'età di sedici anni, decise di concentrarsi sulla propria carriera musicale.

## Carriera

### Busted
Nel 2001, Simpson partecipò ad un'audizione, ed in seguito fu accettato nei Busted insieme a Matt Willis e James Bourne. Tra il 2002 e la fine del 2004, i Busted vinsero numerosi premi e pubblicarono due album.
Intorno al Natale del 2004, Simpson confidò al proprio manager e a Matt Willis l'intenzione di lasciare i Busted, cosa che avvenne ufficialmente a gennaio del 2005 tramite una conferenza stampa.
Negli anni successivi, Simpson rifiutò di prendere parte ai McBusted insieme ai suoi vecchi compagni, ottenendo un pagamento da parte di Willis e Bourne per permettere ai due di usare il nome e i brani dei Busted, poiché Simpson detiene un terzo dei diritti.
Alla fine del 2015, Simpson si unì nuovamente ai Busted, permettendo così alla band di continuare a produrre album.

### Fightstar
Durante la permanenza con i Busted, Simpson non nascose mai la propria insoddisfazione verso l'immagine del gruppo, e cominciò a scrivere canzoni per conto proprio e fantasticare sul formare un'altra band con persone differenti. Nel 2003, incontrò il chitarrista Alex Westaway ed il batterista Omar Abidi ad una festa, con i quali cominciò a comporre brani, ed in seguito, quando si aggiunse il bassista Dan Haigh, i quattro scrissero il brano Too Much Punch, e formarono la band alternative-rock Fightstar.
Nel 2004, i Fightstar cominciarono a scrivere l'EP di debutto, They Liked You Better When You Were Dead, e a giugno si esibirono nei primi concerti. Fu a quel punto che l'agente di Simpson si accorse di quello che stava succedendo, e Simpson gli confessò tutto.
A gennaio del 2005, si tenne una conferenza stampa, durante la quale Simpson annunciò che avrebbe lasciato i Busted per continuare la sua carriera coi Fightstar. Inizialmente la band venne guardata con scetticismo, proprio per il passato pop di Simpson. Poi iniziarono ad arrivare le prime reazioni positive grazie alle prime apparizioni dal vivo e, alla sua pubblicazione, l'EP di debutto ottenne un discreto successo dalla critica.
Nel 2006 la band pubblicò il primo album Grand Unification, che fu molto apprezzato dalla critica. Il secondo album fu One Day Son, This Will All Be Yours, del 2007 ed il terzo Be Human, nel 2009.

### Carriera da solista

#### Young Pilgrim
Nel 2010, Simpson iniziò a lavorare al suo primo album da solista, che fu chiamato Young Pilgrim, pubblicato il 15 agosto 2011. L'album ottenne buone critiche, e fu anticipato dal singolo "Down Down Down".

#### Long Road Home
Nel 2014, Simpson pubblicò il secondo album, "Long Road Home", pubblicato il 4 agosto 2014.

## Stile musicale
Simpson è un polistrumentista, suona abilmente chitarra, tastiera, piano e batteria. Si è dimostrato uno dei pochi musicisti in grado di trasferirsi dall'avere una solida carriera nel mondo della musica pop, ad essere un chitarrista rock credibile, cosa non facile nel mondo rock. Nel corso degli anni, Simpson dimostrò di avere talento in entrambi i generi e di essere molto versatile, in grado anche di produrre musica acustica.
Simpson è stato spesso citato come fonte di ispirazione del musicista italiano Alessio Bernabei.

## Discografia

### Busted
- 2002: What I Go to School For (Singolo)
- 2002: Busted
- 2003: Red Room Sessions (EP)
- 2003: Year 3000 (Singolo)
- 2003: You Said No (Singolo)
- 2003: Sleeping with the Light On (Singolo)
- 2003: Hurra Hurra Die Schule Brennt (Singolo)
- 2003: Crashed the Wedding (Singolo)
- 2003: A Present For Everyone
- 2004: Who's David (Singolo)
- 2004: Air Hostess (Singolo)
- 2004: Thunderbirds / 3AM (Singolo)
- 2004: Busted (Versione USA) (Compilazione)
- 2004: A Ticket For Everyone: Busted Live
- 2004: She Wants to Be Me (Singolo)
- 2016: Coming Home (Singolo)
- 2016: On What You're On (Singolo)
- 2016: Night Driver
- 2018: Nineties (Singolo)
- 2019: Radio (Singolo)
- 2019: Half Way There
- 2023: Loser Kid 2.0 (feat. Simple Plan) (Singolo)
- 2023: Meet You There 2.0 (feat. Neck Deep) (Singolo)
- 2023: MMMBop 2.0 (feat. Hanson) (Singolo)
- 2023: Crashed the Wedding 2.0 (feat. All Time Low) (Singolo)
- 2023: Year 3000 2.0 (feat. Jonas Brothers) (Singolo)
- 2023: Good One (Singolo)
- 2023: Greatest Hits 2.0 (Hits Edition) (Compilazione)
- 2023: Greatest Hits 2.0 (Guest Features Edition) (Compilazione)

### Fightstar
- 2005: They Liked You Better When You Were Dead (EP)
- 2005: Palahniuk's Laughter (Singolo)
- 2005: Paint Your Target (Singolo)
- 2005: Grand Unification Part 1 (Singolo)
- 2006: Waste a Moment (Singolo)
- 2006: Grand Unification
- 2006: Hazy Eyes (Singolo)
- 2007: 99 (Singolo)
- 2007: We Apologise for Nothing (Singolo)
- 2007: One Day Son, This Will All Be Yours
- 2007: Deathcar (Singolo)
- 2008: Floods (Singolo)
- 2008: I Am the Message (Singolo)
- 2008: Alternate Endings (Compilazione)
- 2008: The English Way (Singolo)
- 2009: Mercury Summer (Singolo)
- 2009: Be Human
- 2009: Never Change (Singolo)
- 2009: A City on Fire (Singolo)
- 2010: Be Human (Deluxe Edition)
- 2015: Animal (Singolo)
- 2015: Sharp Tongue (Singolo)
- 2015: Behind the Devil's Back

### Solista
- 2010: When We Were Lions (EP)
- 2011: Down Down Down (Singolo)
- 2011: Parachutes (Singolo)
- 2011: Young Pilgrim
- 2011: Cemetery (Singolo)
- 2012: Farmer & His Gun (Singolo)
- 2014: Haunted (Singolo)
- 2014: Long Road Home
- 2014: Comets (Singolo)
- 2015: Walking With the San (Da 'Singing in the Rainforest') (caratterizzato il San Bushmen tribe) (Singolo)
- 2016: Little Hands
- 2020: I See You (Singolo)
- 2021: Blameless (Singolo)
- 2021: One of Us (Singolo)
- 2022: All The Best (Singolo)
- 2022: Hope Is a Drug
- 2022: All The Best (Acoustic) (Singolo)
- 2023: Kifaru (Rhino) (EP)

### Apparizioni come ospiti
- 2004: Band Aid 20 - Do They Know It's Christmas (Con Busted)
- 2007: This Is Menace - Avenue of Heroes (dall'album The Scene is Dead)
- 2008: Cry for Silence - Souvenir from Italy (dall'album The Glorious Dead)
- 2015: The Travis Waltons - Separation Season (dall'album dello stesso nome)
- 2015: Gunship - Tech Noir (dall'album dello stesso nome) (con regista, attore e compositore John Carpenter)
- 2023: Gunship - Tech Noir 2 (dall'album Unicorn) (con John Carpenter e polistrumentista, compositore e cantante Tim Cappello di Tina Turner e il movie The Lost Boys)